# François Braun
Pour les articles homonymes, voir Braun.
François Braun, né le 24 août 1962 à Belfort, est un médecin urgentiste, syndicaliste et homme politique français.
Président de SAMU - Urgences de France, le premier syndicat d'urgentistes en France, de 2014 à 2022, il est chargé en juin 2022 par Emmanuel Macron d'une « mission flash » sur les urgences et les soins non programmés qui se conclut par un rapport à tendance libérale. Le 4 juillet 2022, il est nommé ministre de la Santé et de la Prévention dans le gouvernement Élisabeth Borne. Le 20 juillet 2023, il est remplacé par Aurélien Rousseau.

## Biographie

### Origines et famille
François Braun est né le 24 août 1962 à Belfort (Territoire de Belfort). Son épouse Marielle, médecin à la retraite, est paraplégique depuis 2011 à la suite d'un accident domestique.

### Formation
François Braun choisit de faire des études de médecine pour devenir urgentiste et pour respecter la tradition familiale. En effet, son grand-père et son arrière-grand-père étaient médecins militaires, et son père était généraliste et médecin-chef des pompiers dans le Territoire de Belfort. « À chaque accident, de jour comme de nuit, il partait sur le terrain. »
En cinquième année de médecine, il devient urgentiste au centre hospitalier régional et universitaire de Nancy en 1984. Cette activité à ses débuts étant alors peu ancrée au sein des hôpitaux, il devient au fil des années pionnier dans cette discipline et contribue à ce qu'elle soit reconnue comme une spécialité médicale à part entière.

### Carrière professionnelle
À partir de 2010, il est chef du service des urgences de l'hôpital de Mercy du centre hospitalier régional de Metz-Thionville,. Selon Pascal Pannetier, ancien psychiatre aux urgences de Metz-Thionville, « François Braun a répété partout qu'il y avait un problème budgétaire à l'hôpital. En même temps, il a été le premier à faire fonctionner un service qui se désorganise sans prendre en compte la souffrance de ses collègues, dont beaucoup ont été en arrêt maladie pour cause de surmenage, ou sont partis ».
Précédemment secrétaire général, il préside le syndicat SAMU - Urgences de France à partir de 2014,.
Le 7 janvier 2015, il est avec Patrick Pelloux l'un des premiers médecins à entrer dans les locaux de Charlie Hebdo après l'attentat dont le journal a été la cible.
Fin 2016, en collaboration avec Patrick Pelloux et Pierre Carli, il évoque l’importance de la formation des personnels hospitaliers à la médecine militaire.
François Braun est conseiller au CHR de Metz-Thionville depuis novembre 2023.

### Parcours politique
En juin 2022, François Braun est chargé par Emmanuel Macron d'une « mission flash » sur les urgences et les soins non programmés. Il remet une version non définitive de son rapport le 30 juin. Cette nomination ne fait pas l'unanimité dans le monde hospitalier, du fait de sa vision de l’hôpital, plutôt libérale. Parmi les 41 recommandations, il défend principalement que l'accès aux urgences doit être régulé selon un « principe de tri » via une régulation téléphonique ou à l'entrée des urgences, pour traiter en priorité les urgences vitales et réorienter les autres patients vers des médecins de garde, une proposition qu'il soutient depuis longtemps.
Le 4 juillet 2022, il est nommé ministre de la Santé et de la Prévention dans le gouvernement Élisabeth Borne, succédant à Brigitte Bourguignon. Aurélien Rousseau le remplace le 20 juillet 2023.

## Distinctions
- Chevalier de la Légion d'honneur (nommé le 1er janvier 2021[18]).